# 朱姆沃爾特
朱姆沃爾特（英語：Zumwalt）是美國俄勒岡州瓦洛瓦縣一個非建制地區和鬼鎮，海拔1394米（4573英尺）。當地位處朱姆沃爾特大草原（Zumwalt Prairie），並以一位早期居民亨利·朱姆沃爾特（Henry Zumwalt）命名。另外此處曾於1903年8月25日設立一所郵政局，並由喬西·朱姆沃爾特（Josie Zumwalt）擔任首任局長，但後來此局已在1936年關閉。